# Nekonečno vítá ohleduplné řidiče
Nekonečno vítá ohleduplné řidiče (anglicky Red Dwarf: Infinity Welcomes Careful Drivers) je první ze série čtyř humoristických vědeckofantastických románů, které napsali Rob Grant a Doug Naylor.
Kniha vyšla v originále 2. listopadu 1989 a je založena na prvních dvou sériích televizního sitcomu Červený trpaslík. Kniha přináší čtenáři především hlubší náhled do charakterů hlavních postav – Listera a Rimmera – a zmiňuje také informace o lidstvu budoucnosti. Navíc je i několik příhod, které v seriálu nebyly (mj. okolnosti Listerova příchodu k těžební společnosti). Příběhová linie ubíhá v duchu epizod Konec, Ozvěny budoucnosti, Kryton, Lepší než život a Já na druhou, nicméně velmi volně – oproti epizodickému a nepříliš ucelenému toku děje seriálu podává kniha kompaktní příběh.
V češtině byl vydán překlad Ladislava Šenkyříka roku 2002 v nakladatelství Argo pod ISBN 80-7203-411-1. V roce 2020 kniha vyšla v Argu v souhrnném vydání nazvaném Červený trpaslík – omnibus.

## Kapitoly
- Část první: Vaše vlastní smrt a jak se s ní vyrovnat
- Část druhá: Sám ve vesmíru bez Boha a instantních polévek s návodem je to tak snadné / aké jednoduché
- Část třetí: Země

## Postavy
- Albert Einstein – v LNŽ (Lepší než život) Rimmerův host
- Archimédés – v LNŽ Rimmerův host
- Arnold Rimmer – první technik na Červeném trpaslíkovi, oficiálně nadřízený Listera, později hologram
- Arnold Rimmer 2 – zkopírovaná verze Rimmera do hologramové simulační jednotky kosmické lodi Nova 5
- Bexley – v LNŽ syn Listera
- Bůh – v LNŽ Rimmerův host
- Burd – člen směny Z, jíž velí Arnold Rimmer
- Caldicott – náborový úředník Jupiterské důlní společnosti
- Carole – manželka Saunderse
- Dave Lister – třetí technik na palubě těžební kosmické lodi Červený trpaslík, později jediný žijící člověk
- Denis – narkoman na Mimasu závislý na droze Blaženost
- Dooley – člen směny Z, jíž velí Arnold Rimmer
- Elaine Schumanová – letová koordinátorka z kosmické lodi Nova 5
- Ernie – v LNŽ taxikář v Bedford Falls
- Frank Rimmer – bratr Arnolda, první důstojník Vesmírných sborů
- Frank Saunders – inženýr na Červeném trpaslíku, zemře při nehodě (zabije ho demoliční koule), poté chvíli hologram
- George McIntyre – důstojník, letecký koordinátor na Červeném trpaslíku, spáchal sebevraždu poté, co se zadlužil v barech na Phoebe, Dione a Rhea při hazardní hře Trubka. Později chvíli hologram.
- George S. Patton – v LNŽ Rimmerův host
- Hendersonová – důstojnice Pobřežní hlídky na Mimasu
- Holly – palubní počítač Červeného trpaslíka s IQ 6 000
- Horác – v LNŽ bankéř v Bedford Falls
- Howard Rimmer – bratr Arnolda, zkušební pilot
- Hugo – v LNŽ správce Rimmerova bazénu
- Jim – v LNŽ syn Listera
- Joachim Popol – ruský kantilénový zpěvák
- Johny Rimmer – bratr Arnolda, kapitán Vesmírných sborů
- Josie – milenka Denise, fixovaná ve hře Lepší než život
- Juanita – v LNŽ brazilská topmodelka, manželka Rimmera
- Kapitánka – kapitánka Červeného trpaslíka, malá zavalitá Američanka s rodným příjmením Tchahounová
- Julius Caesar – v LNŽ Rimmerův host
- Kirsty Fantoziová – inženýrka hvězdných demolicí z kosmické lodi Nova 5
- Krissie – v LNŽ manželka Listera v Bedford Falls, dávný potomek Kristiny Kochanské
- Kristina Kochanská – důstojnice, má krátký vztah s Listerem
- Kryton – služební robot z kosmické lodi Nova 5
- McHullock – člen směny Z, jíž velí Arnold Rimmer
- Napoleon Bonaparte – v LNŽ Rimmerův host
- Norman Wisdom – v LNŽ Rimmerův host
- Palmer – člen směny Z, jíž velí Arnold Rimmer
- Petersen – naverbovaný technik na kosmickou loď Červený trpaslík, přítel Listera, původem Dán
- Petrovitch – první technik, vedoucí směny A na Červeném trpaslíkovi
- Pierre – v LNŽ absolvent prestižní VŠ, zaměstnán u Rimmera jako obsluha výtahu
- Pierre Chomsky – naverbovaný technik na kosmickou loď Červený trpaslík
- Phil Burroughs – naverbovaný technik na kosmickou loď Červený trpaslík, vysokoškolák
- Pixon – člen směny Z, jíž velí Arnold Rimmer
- Rogerson – člen posádky Červeného trpaslíka
- Saxon – člen směny Z, jíž velí Arnold Rimmer
- Schmidt – naverbovaný technik na kosmickou loď Červený trpaslík
- Turner – člen směny Z, jíž velí Arnold Rimmer
- Vladimir Iljič Lenin – v LNŽ Rimmerův host
- Weinerová
- Wilkinson – člen směny Z, jíž velí Arnold Rimmer
- Yvette Richardsová – kapitánka kosmické lodi Nova 5

## Děj

### Vaše vlastní smrt a jak se s ní vyrovnat
Dave Lister se po pořádném flámu probere na Mimasu, měsíci planety Saturn. Pít začal na Zemi, v Londýně. Jak se dostal na Mimas si nevzpomíná, probudil se s růžovým dámským kloboučkem na hlavě a žlutými gumákami na nohou, bez peněz a s pasem na jméno Emily Berkensteinová. Snaží se vydělat si 800 librodolarů na lístek na zpáteční cestu na Zemi, ale nedaří se mu ušetřit. Mimas jej deprimuje a tak se pravidelně opíjí. Přespává v pronajaté skříňce na zavazadla na mimaském nádraží. Peníze vydělává krádeží hopíků a následnou taxikářskou činností načerno. Nakonec se nechá naverbovat na těžební kosmickou loď Červený trpaslík. Jeho plán je jednoduchý, dostane se zadarmo na Zemi. Netuší však, že loď má za cíl Neptunův měsíc Triton a cesta se tak protáhne na několik let. Zjistí to až na palubě, kde mu to prozradí Petersen, dánský alkoholik. Na lodi se také opět setkává s Arnoldem Rimmerem, s nímž měl tu čest již na Mimasu. Rimmer, rodák z Io, je zakomplexovaný jedinec s utkvělou představou udělat důstojnickou kariéru jako jeho tři bratři, kteří jsou mu rodiči dáváni za vzor. Ale Rimmer na to nemá, pokaždé propadne u astronavigačních zkoušek. Dopracoval to pouze z třetího na prvního technika, který má na povel směnu Z, partu budižkničemů, opilců a pochybných individuí, jejímž členem je i Lister a která se má starat o údržbu jídelních automatů. U svých podřízených však nemá absolutně žádnou autoritu.
Lister se bláznivě zamiluje do řídící důstojnice Kristiny Kochanské. Věří, že spolu zůstanou navždy, ale Kochanská ho bere jen jako náplast na zklamání z rozchodu s leteckým důstojníkem a po 3½ týdnech randění ho nechá. Listerovi se zhroutí svět. Na Mirandě, kde mají třítýdenní zastávku, si pořídí kočku a pojmenuje ji Frankenstein. V lodních předpisech jsou zvířata, která neprojdou karanténou, zakázána. Lister kalkuluje s tím, že bude přistižen a potrestán pobytem ve stázové komoře (kde se mu zastaví čas). Nebude se tak muset po zbytek cesty užírat steskem po Kochanské. Jeho plán tentokrát vyjde, je poslán do stázové komory, což mu zachrání život. Všichni ostatní zemřou při poruše reaktoru, kdy se na lodi uvolní radiace.

### Sám ve vesmíru bez Boha a instantních polévek s návodemje to tak snadné / aké jednoduché
Holly otevře stázovou komoru s Listerem až po 3 000 000 let, kdy radiace klesne na bezpečnou úroveň. Je velká pravděpodobnost, že lidstvo vyhynulo a Dave Lister je tak poslední žijící člověk.
Lister: Takže jsem poslední člověk, který zůstal naživu?
Holly: Jo. Mysleli jste si, že se to vašemu živočišnýmu druhu nemůže stát, co? Vždycky se to děje jen někomu jinýmu, že?
Listera šokuje, když zjistí, že Holly vzkřísil jako hologram Rimmera. Na palubě lodi narazí na Kocoura, zástupce felis sapiens, rasy, která se vyvinula z Listerovy kočky Frankenstein. Kocour je maximálně sebestředný. Lister nařídí Hollymu nastavit kurs lodi směrem k Zemi. Loď stále zrychluje až prolomí rychlost světla a poté cestuje superluminální rychlostí. Na palubě dochází k podivným událostem, zúčastnění vidí tzv. echa budoucnosti. Rimmer je přesvědčen, že viděl Listera zemřít. Ten se s tím těžko vyrovnává, ale nakonec se přijde na to, že to nebude Lister, ale jeho vnuk (syn Baxleyho).
Posádka lodi Nova 5 měla odpálit nebulární střelu do nitra hvězdy a pomoci ji tak do fáze supernovy. Je jednou ze 128 lodí, které všechny mají za úkol odpálit své střely tak, aby světlo z nově vzniklých supernov doletělo k Zemi ve shodný moment a vytvořilo na obloze reklamní slogan ŽIJTE S COCA-COLOU! Nova 5 po odpalu havaruje. Havárii má na svědomí služební robot Kryton, který vyčistil mýdlovou vodou palubní počítač i zevnitř. Všechny ženy na palubě (muži tam nebyli) zahynou. Signál SOS zachytí Červený trpaslík a loď letí na pomoc. Posádka zde však nalezne pouze zmateného Krytona. Rimmer najde na Nově 5 hologramovou simulační jednotku a napadne ho, že by mohl zkopírovat sám sebe. Listera zase vzrušuje, že je na palubě zařízení umožňující dělat tzv. dualitní skoky, skoky v prostoru. Podle Krytonových odhadů by návrat na Zemi mohl trvat dva či tři měsíce. Je k tomu ale zapotřebí palivo – 233U (izotop uranu).
Lister s Kocourem a Krytonem se vydávají do vesmíru natěžit rudu, zatímco oba Rimmerové mají na starost zprovoznění lodi Nova 5. Původně hladká spolupráce se zvrtne v zášť, protože oba spolu nesmyslně soupeří. Palivo je připraveno a Lister informuje oba Rimmery, že jednoho z nich musí vypnout, jednotka neutáhne dva hologramy. Volba padne na původního Rimmera. Ještě než to udělá, chce vědět proč Rimmera tak straší zmínka o polévce gazpacho. Rimmer mu prozradí, že byla předmětem jeho faux pas na večírku u kapitánky, protože si ji nechal ohřát (španělská zeleninová polévka gazpacho se jí studená). Lister mezitím vypl druhého Rimmera.

### Země
Na Zemi se Lister stane otcem dvou synů a spokojeně žije v maloměstě Bedford Falls. Rimmer je jeden z nejbohatších mužů světa a oženil se s topmodelkou Juanitou, která mu zahýbá se správcem bazénu Hugem. Listerovi přijdou některé věci podezřelé a navštíví Rimmera. Společně jedou za Kocourem, který žije na malém ostrově nedaleko Dánska. Lister si je nyní jistý, že jsou oběťmi hry zvané Lepší než život (LNŽ), která je smrtelně návyková. Na palubě lodi si čelenku s elektrodami zavedl nejprve Kocour, následoval ho Lister a pak Rimmer. Potvrdí jim to Kryton, který se do LNŽ nechal nalogovat. Největším problémem bude hru opustit.

## Kulturní reference
V knize se vyskytuje kosmická zásobovací loď pojmenovaná Arthur C. Clarke a je zde zmíněn velšský fotbalový klub Swansea City AFC.